# Beytüşşebap
Beytüşşebap (kurdisch: Elkê) ist eine türkische Stadt und ein Landkreis in der Provinz Şırnak in Südostanatolien.

## Geografie
Beytüşşebap hat ein gebirgiges Terrain und dementsprechend viele hohe Berge. Die höchsten Berge sind mit 3300 m die Altın Dağlar im Osten. Andere Berge sind die Tanin Tanin Dağlar im Westen, der Kato Dağ und der Komtik Dağ. Die Winter sind lang und hart, so dass viele der Wege während des Winters nicht passierbar sind.

## Stadt
Die Stadt Beytüşşebap liegt etwa 63 km Luftlinie (127 Straßenkilometer) östlich der Provinzhauptstadt Şırnak und im Osten der Provinz. Der Name ist arabischen Ursprungs und bedeutet sinngemäß Das Haus der Jugend. Die im Stadtlogo vorhandene Jahreszahl (1932) dürfte auf das Jahr der Ernennung zur Stadtgemeinde (Belediye) hinweisen. Die Kreisstadt Beytüşşebap belegt Platz 9 im Ranking der bevölkerungsreichsten Belediye der Provinz.

## Landkreis
Der Landkreis ist der östlichste der Provinz und grenzt an die Kreise Uludere im Süden und den zentralen Landkreis (Merkez İlçe) der Provinzhauptstadt im Südwesten/Westen. Ansonsten hat er drei Provinzen als Nachbarn: Siirt im Nordwesten, Van im Norden und Hakkâri im Osten. Der Kreis bestand schon vor Gründung der Türkischen Republik 1923 und hatte zur ersten Volkszählung (1927) eine Einwohnerschaft von 12.883 Einwohnern in 73 Orten (Mevkiler) auf 4.400 km² Fläche. Der Verwaltungssitz Beytul-chebab (damalige, an das französisch angelehnte Schreibweise) belief sich auf 359 Einwohner.
Ende 2020 besteht der Kreis aus der Kreisstadt (Merkez) mit 34,9 Prozent der Landkreisbevölkerung und 26 Dörfern (Köy, Mehrzahl Köyler). Die Durchschnittsbevölkerung der Dörfer beträgt 409 Einwohner. 13 Dörfer haben mehr Einwohner als der Durchschnitt, darunter die drei größten Dörfer: Mezra (1.017), Oymakaya (845) und Ayvalık (822 Einw.). Fünf Dörfer haben weniger als 100 Einwohner, das kleinste Dorf (Doğanyol) zählt neun Einwohner.

## Geschichte
Das Gebiet um die Stadt gilt als altes Siedlungsgebiet; bereits das Reich Mitanni, die Urartäer, Assyrer und Hurriter herrschten darüber. Im Jahre 1054 fiel die Gegend an die Seldschuken, 1514 an die Osmanen.
Die neue Verwaltungsgliederung teilte im Jahre 1855 Beytüşşebap der Provinz (Vilâyet) Erzurum zu, zehn Jahre später folgte die Angliederung an Van. Die Zugehörigkeit der Kreisstadt änderte sich auch im 20. Jahrhundert mehrmals, bis es schließlich im Jahre 1990 an die neu geschaffene Provinz Şırnak angegliedert wurde.
Die wichtigsten historischen Bauten in Beytüşşebap sind die Festungen Kela Memi, Kela Tuvori und Kelereş.